# Андрейково (Рузский городской округ)
Андрейково — деревня сельского поселения Волковское Рузского района Московской области. Население — 7 чел. (2010). В деревне числятся 3 улицы. До 2006 года Андрейково входило в состав Никольского сельского округа.
Деревня расположена на северо-востоке района, в 33 километрах северо-восточнее Рузы, у границы с Истринским районом, у истока реки Рассоха, высота центра над уровнем моря 271 м.

## Население
| 2002 | 2006 | 2010 |
| ---- | ---- | ---- |
| 40   | ↘20  | ↘7   |